# KAS BANK
KAS BANK is een Nederlandse bank. Het was tot 2019 een beursgenoteerde onderneming, actief op het gebied van effectentransacties en het bewaren van effecten. De bank kent alleen institutionele klanten zoals pensioenfondsen.

## Activiteiten
De activiteiten van KAS BANK zijn gebaseerd op het administreren van beleggingen en het zorg dragen voor de afwikkeling van effectentransacties (custody, clearing en settlement). KAS BANK administreert fondsen met een totale waarde van ruim 400 miljard euro. Daarboven biedt de bank Institutionele beleggers zoals pensioenfondsen, verzekeraars en beleggingsmaatschappijen geavanceerde rapportages op gebieden als risico, compliance en performance. De bank is daarbij niet zelf actief als belegger en dus een neutrale partij.

## Geschiedenis

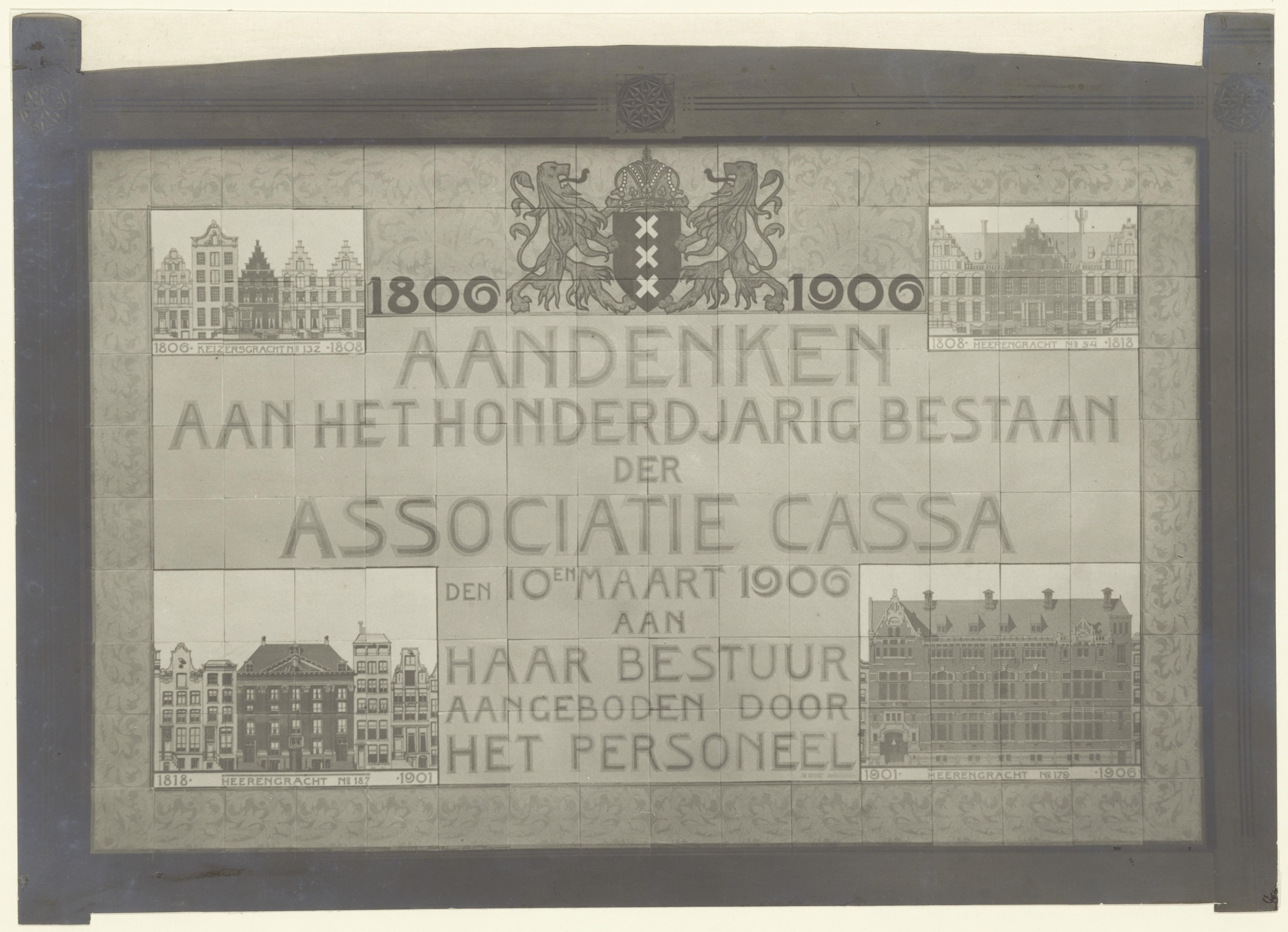
Tegeltableau Associatie Cassa, 1906

De bank werd in 1865 opgericht te Amsterdam door N.G. Pierson en G.M. Boissevain onder de naam Kas-Vereeniging. De eerste directeur was Balthazar Heldring; zijn broer Justinus Jacob Leonard Heldring richtte in 1879 de vennootschap Heldring & Pierson op. Hun familie zou later een bekend bankiersgeslacht worden. Het bedrijf was actief op het gebied van effectentransacties en het bewaren van effecten, en was gevestigd in Amsterdam.
De Kas-Vereeniging betrok in 1915 het gebouw aan Spuistraat 172 in Amsterdam. In 1929 namen zij de onderneming Ontvang- en Betaalkas over en in 1952 werd de oudste Nederlandse kassiersinstelling Associatie Cassa (1806) overgenomen en veranderde de naam van het bedrijf in Kas-Associatie. KAS BANK voert hierom haar geschiedenis terug tot 1806, blijkend uit de frase "committed since 1806" dat onderdeel is van het huidige logo.

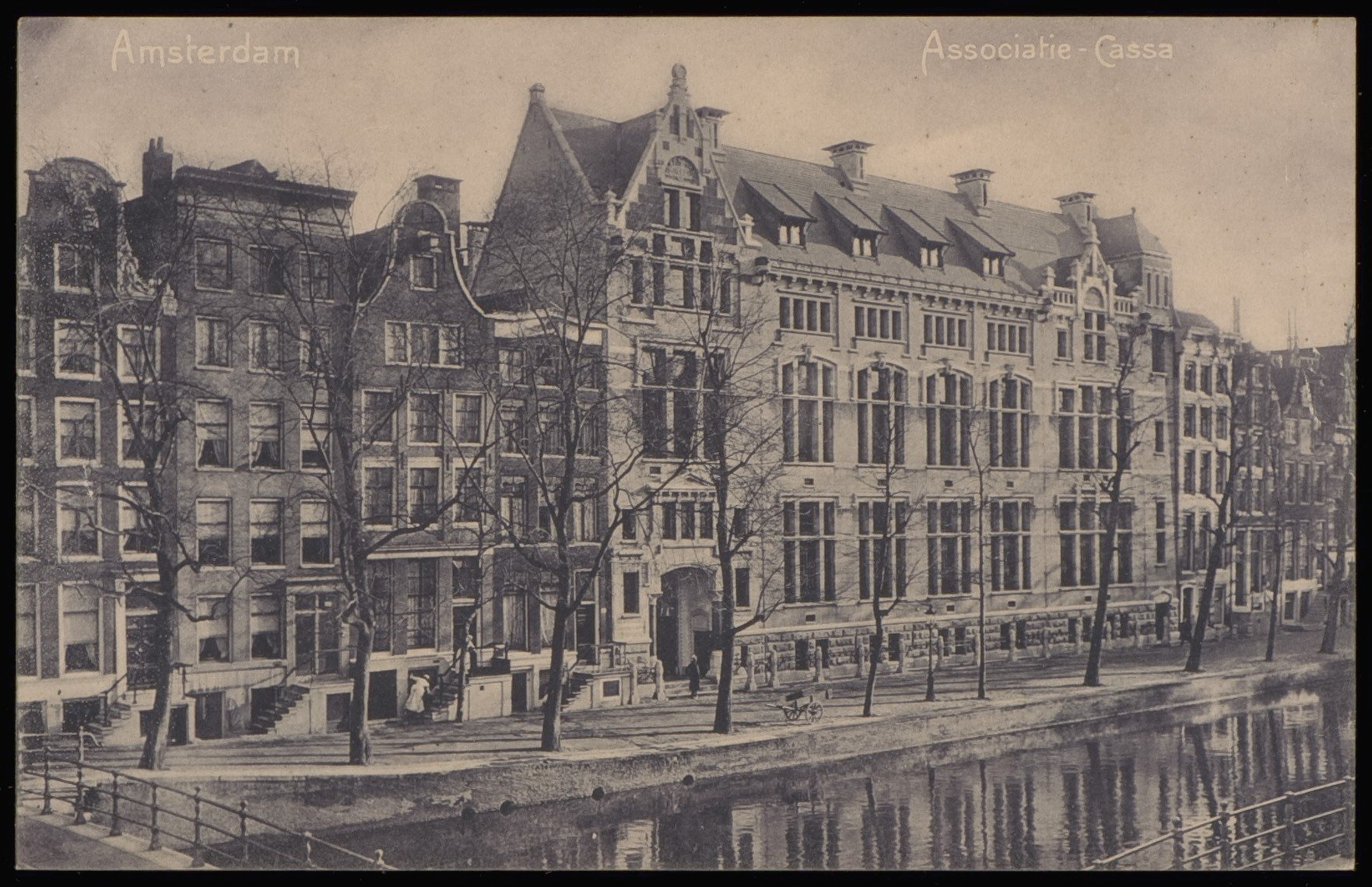
Associatie Cassa, ca. 1920

Alle aandelen van de onderneming kwamen in 1974 in handen van de Vereniging voor de Effectenhandel. In 1985 werd het oude Telegraaf-gebouw aan de Nieuwezijds Voorburgwal aangekocht, en een jaar later werd 40% van de aandelen van Kas-Associatie naar de beurs gebracht. In 1998 heeft de Vereniging voor de Effectenhandel haar belang in de aandelen Kas-Associatie overgedragen aan haar leden.
In 2002 werd de naam KAS BANK N.V., hetgeen een internationaler karakter aan het bedrijf geeft. De reden voor de naamsverandering was dat buitenlanders moeite hadden met de uitspraak van Kas-Associatie en uit de naam niet konden opmaken dat het een financiële instelling betrof. De bank had toen ook kantoren in Londen en Wiesbaden. Het kantoor in Duitsland werd later verplaatst naar Frankfurt.
De divisie die zich bezighield met de dienstverlening aan particuliere klanten werd in 2007 verkocht aan de bank Nachenius Tjeenk. In 2008 nam KAS BANK de Kapitalanlagegesellschaft van Delta Lloyd Duitsland over en in 2009 die van de Deutsche Postbank; deze KAGs zijn opgegaan in KAS Investment Servicing GmbH gevestigd in Wiesbaden.
Begin 2013 zette KAS BANK het hoofdkantoor aan de Spuistraat te koop. De 250 medewerkers verhuisden naar het KAS BANK pand aan de Nieuwezijds Voorburgwal. In augustus werd het gebouw verkocht aan Stag Europe, een onderdeel van Grand City Hotels. De verkoopprijs werd niet bekendgemaakt, maar tijdens de presentatie van de halfjaarcijfers 2013 zei het bestuur een winst van ongeveer 7,5 miljoen euro te verwachten op de verkoop 'van een van zijn kantoren'.
In 2014 ontving KAS BANK een eenmalige bate van 15 miljoen euro na belastingen, als gevolg van de beperking van de samenwerking met dwpbank in Duitsland. De twee werkten sinds 2013 samen, maar dwpbank had besloten zich geheel te richten op efficiencyverbetering en standaardisering van de dienstverlening op de Duitse thuismarkt. Omdat KAS BANK hierdoor bepaalde kostenbesparingen niet meer kon behalen betaalde dwpbank een eenmalige schadevergoeding. In 2014 kwam de winst uit op 24,3 miljoen euro (2013: 12,3 miljoen euro), maar zonder de dwpbank-bate kwam het uit op 11,5 miljoen euro.
In september 2016 verkocht KAS BANK het hoofdkantoor aan Nieuwezijds Voorburgwal 225 in Amsterdam. KAS BANK rekende op een winst van zo’n 20 miljoen euro. In december 2016 werd de transactie afgerond, maar KAS BANK bleef tot eind 2017 het pand huren (met een bruto-oppervlakte van 15.000 m2). De nieuwe eigenaar was Kroonenberg Groep.. KAS BANK vestigde hierop het hoofdkantoor aan De Entree 500 in Amsterdam Zuidoost.
Eind februari 2019 bracht de Franse effectendienstverlener Caceis, onderdeel van Crédit Agricole, een bod uit op alle aandelen van KAS BANK. Caceis was bereid €12,75 per aandeel te betalen, ofwel zo'n 188 miljoen euro in totaal. Op 17 september waren alle goedkeuringen van de toezichthouders binnen en een paar weken eerder hadden de aandeelhouders van KasBank al ingestemd met de transactie. Op 5 november 2019 kwam de beursnotering van KAS BANK tot een einde.